# Nazionale Piloti
Maillots
La Nazionale Piloti est une équipe de football, composée de pilotes automobiles, fondée en 1981.

## Histoire
La Fondazione Mondiale Piloti per la Solidarietà  est l'évolution du Club Italia Piloti né en 1979 d'une idée du directeur Mario di Natale. Celui-ci évoque l'idée de la création d'une équipe de football, composée de pilotes automobiles, qui se concrétisera en 1981, grâce au soutien de Riccardo Patrese. En plus de réunir des pilotes pour pratiquer un autre sport, le but de cette équipe est aussi caritatif, les fonds obtenus lors des matchs revenant à des fondations ou à des ONG. Le premier match permet de récolter 800 000 lires.
En 2013, des matchs de l'équipe sont diffusés sur Sky Sports 1 et impliquent de célèbres pilotes automobiles, mais aussi d'autres grands sportifs comme Novak Djokovic, ou des personnalités comme le prince Albert II de Monaco. Les matchs les plus médiatisés sont ceux joués en marge du Grand Prix de Monaco,. Des médias tels que Sky Sports, RTL, Eurosport, L'Équipe, La Gazzetta dello Sport, La Stampa couvrent ou évoquent ces matchs.
Durant son histoire, la Nazionale Piloti a permis de récolter plus de 15 millions d'euros pour venir en aide aux plus démunis et à la recherche scientifique. Sur 221 matchs, elle en a remporté 116, fait match nul lors de 86, et s'est inclinée seulement à 19 reprises, pour 565 buts marqués. 

## Joueurs emblématiques
- Michele Alboreto
- Jean Alesi
- Fernando Alonso
- Elio De Angelis
- Fabrizio Barbazza
- Vittorio Brambilla
- Andrea De Cesaris
- les frères Corrado et Téo Fabi
- Giancarlo Fisichella
- Bruno Giacomelli
- Pierluigi Martini
- Felipe Massa
- Andrea Montermini
- Gianni Morbidelli
- Sandro Munari
- Alessandro Nannini
- Emanuele Naspetti
- Gigi Pirollo (it)
- Ayrton Senna
- Mimmo Schiattarella (it)
- Michael Schumacher (aussi président d'honneur)
- Sebastian Vettel
- Adartico Vudafieri